# Årnes
Pour les articles homonymes, voir Arnes (homonymie).

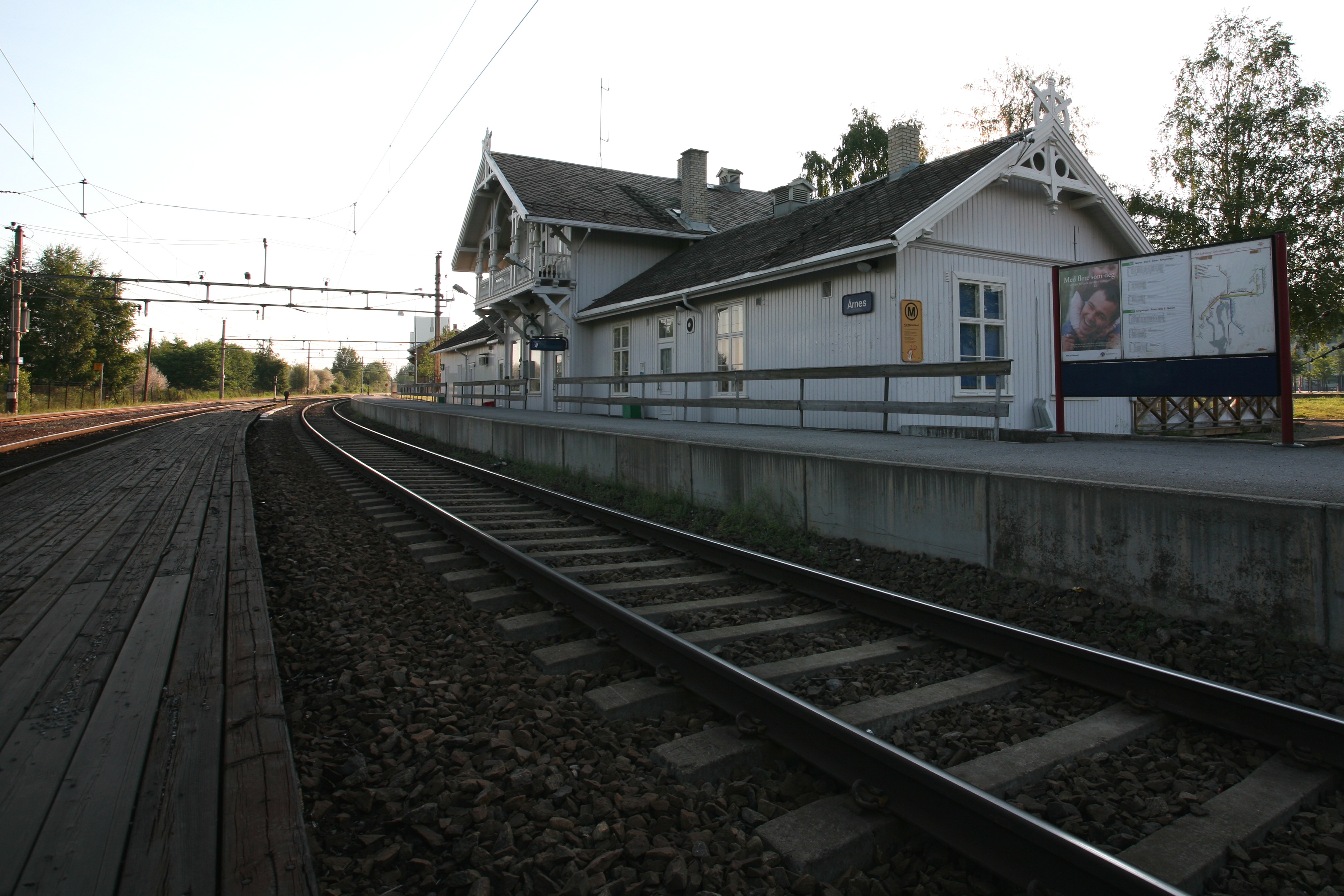
Gare d'Årnes

Årnes est le centre administratif de la municipalité de Nes dans le comté d'Akershus en Norvège. En 2005, sa population était de 3 140 habitants. C'est la plus grande unité urbaine de la municipalité de Nes.

## Géographie
Årnes est situé dans le Nord-Est du comté d'Akershus le long du fleuve Glomma.

## Annexe